# 约瑟菲娜·亨宁
约瑟菲娜·亨宁（德語：Josephine Henning，1989年9月8日—），德国女子足球运动员，场上位置是中后卫。她曾代表德国国家队参加2016年夏季奥林匹克运动会足球比赛，获得一枚金牌。